# Azuaje
Azuaje este o arie protejată (arie specială de conservare — SAC, sit de importanță comunitară — SCI) din Spania întinsă pe o suprafață de 456,3 ha, integral pe uscat.

## Localizare
Centrul sitului Azuaje este situat la coordonatele 28°04′54″N 15°33′54″W / 28.0816°N 15.565°V.

## Înființare
Situl Azuaje a fost declarat sit de importanță comunitară în octombrie 1999 pentru a proteja 2 specii de plante. Situl a fost protejat și ca arie specială de conservare în ianuarie 2010.

## Biodiversitate
Situată în ecoregiunea , aria protejată conține 4 habitate naturale: Pante stâncoase silicioase cu vegetație casmofită, Pajiști macaroneziene cu vegetație endemică, Păduri macaroneziene de dafin (Laurus, Ocotea), Păduri de Olea și Ceratonia.
La baza desemnării sitului se află mai multe specii protejate de  plante (2): Isoplexis chalcantha, Woodwardia radicans.